# Bapla-Birifor
Pour les articles homonymes, voir Bapla et Birifor.
Bapla-Birifor est une localité située dans le département de Diébougou de la province du Bougouriba dans la région Sud-Ouest au Burkina Faso. En 2006, cette localité comptait 2 144 habitants dont 50% de femmes.

## Histoire
Le nom du village fait référence au peuple Birifor.

## Santé et éducation
Le centre de soins le plus proche de Bapla-Birifor est le centre de santé et de promotion sociale (CSPS) de Bapla tandis que le centre médical avec antenne chirurgicale (CMA) de la province se trouve à Diébougou.
Le village possède une école primaire publique.